# Dyjský trojúhelník
Dyjský trojúhelník (též Moravsko-dyjský trojúhelník, za první republiky Podyjský roh) je území v České republice o rozloze 30 km² rozkládající se na nejjižnějším cípu Moravy, při soutoku Dyje s Moravou, tvořící nejjižnější části katastrů měst Břeclavi a Lanžhota (okres Břeclav). Dyjský trojúhelník se někdy přiřazuje k Valticku, s nímž však územně nesouvisí, přesto však s ním sdílel podobné osudy, neboť se v obou případech jednalo o jedno ze tří území přičleněných z Rakouska k Československu v roce 1920.
Dyjský trojúhelník je nivou s pralesním lužním lesem zvaným moravská Amazonie, který není obydlený. Oblast je z hlediska biodiverzity považována za jednu z nejcennějších ve střední Evropě, současné hospodaření má však na zdejší lužní komplex velice negativní dopad. Oblast je zápsána na seznamu UNESCO, je součástí Ramsarské úmluvy a je označována jako evropsky významná lokalita, avšak i přes svůj nesporný biologický i společenský význam nepožívá dosud státní ochrany, která by zamezila ničení zdejší krajiny ze strany státního podniku Lesy ČR.

## Historický přehled
Do roku 1041 se jednalo o součást Moravy. Toho roku však o toto území přišel Břetislav I. a následně se stalo součástí Východní marky, později součástí Dolních Rakous. K Československu bylo toto území připojeno roku 1920, zároveň bylo znovupřipojeno k Moravě a v jejím rámci začleněno do politického okresu Hodonín a soudního okresu Břeclav. Do roku 1920 se jednalo o části katastrů dolnorakouských obcí Bernhardsthal (česky Pernitál), Hohenau an der March (česky Cáhnov) a Rabensburg (česky Ranšpurk). V letech 1928–1938 byl součástí země Moravskoslezské, přičemž příslušnost k obcím a politickým či soudním okresům zůstala nedotčená. Po podpisu Mnichovské dohody byl v říjnu 1938 celý Dyjský trojúhelník obsazen nacistickým Německem a v jeho rámci začleněn do tzv. Sudetoněmeckých území. Následně v období od 15. do 30. dubna 1939 součástí Zemského hejtmanství dolní Podunají, přeměněného k 1. květnu 1939 v Říšskou župu Dolní Podunají. Součástí tohoto celku zůstala tato oblast až do osvobození Československa roku 1945, kdy došlo k obnovení státoprávních poměrů z doby před Mnichovskou dohodou a tím i k navrácení území Československu. Stejný vývoj, jaký měl Dyjský trojúhelník v letech 1938–1945, měla v tomto období i oblast sousedící s ním na severu, jelikož nacistické Německo zabralo v moderním okrese Břeclav mnohem větší území. V letech 1945–1948 byl Dyjský trojúhelník opětovně součástí země Moravskoslezské, jakož i všech nižších správních celků z doby před rokem 1938. Od 1. ledna 1949 je součástí okresu Břeclav, z počátku do roku 1960 součástí Brněnského kraje, poté od roku 1960 součástí kraje Jihomoravského. V době komunistického režimu došlo na území Dyjského trojúhelníku k úpravě katastrální hranice mezi Břeclaví a Lanžhotem. Za socialismu byla oblast zároveň součástí veřejnosti nepřístupného hraničního pásma. Roku 1997 se Dyjského trojúhelníku dotkla úprava státní hranice se Slovenskem, v roce 2011 pak úprava hranice s Rakouskem.

## Obora Soutok
Většinu území Dyjského trojúhelníka zabírá obora Soutok, největší v Česku. Obora je ve správě státního podniku Lesy České republiky – Lesní závod Židlochovice, který zde chová spárkatou zvěř.

## Ochrana přírody

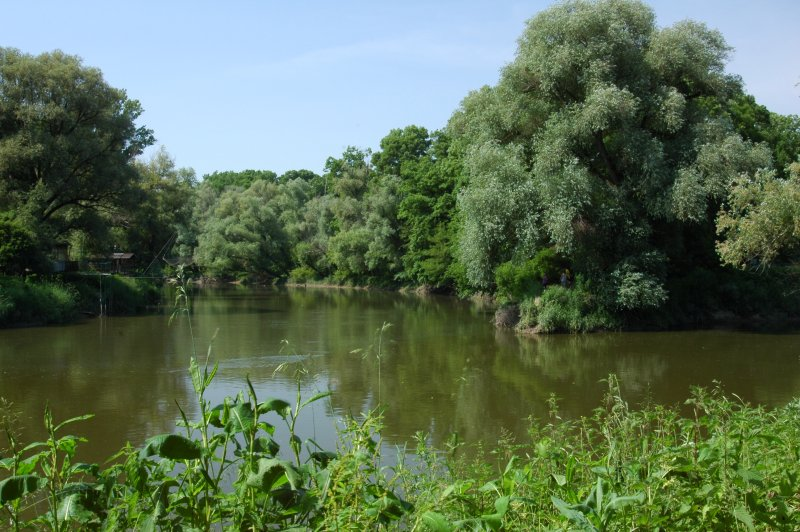
Soutok Moravy a Dyje, pohled ze slovenského břehu

Největší zachovalý komplex lužních pralesů a luk v České republice leží na jihovýchodě Moravy. Tato oblast soutoku řek Moravy a Dyje bývá někdy označována názvem moravská Amazonie. Ministerstvo životního prostředí pod vedením ministra Martina Bursíka zvažovalo vyhlásit na území soutoku řek Dyje a Morava chráněnou krajinnou oblast Soutok. Již dnes je toto území součástí evropsky významné lokality Soutok-Podluží, ptačí oblasti Soutok-Tvrdonicko, mokřadů Ramsarské úmluvy či biosférické rezervace Dolní Morava. Malá část je chráněna maloplošnými chráněnými územími – národními přírodními rezervacemi Cahnov-Soutok a Ranšpurk. Vyhlášení CHKO se však z iniciativy ministra Tomáše Chalupy prozatím odkládá; bude tak dále moci pokračovat poměrně intenzivní těžba dřeva, již provádí podnik Lesy ČR. Jako důvod pasivity ve věci zajištění náležité ochrany oblasti, uvádí ministerstvo obvykle nesouhlas místních samospráv, který však plyne z mylné představy, že biologická ochrana omezí rekreační využití oblasti. Lesy ČR navíc dlouhodobě prezentují své hospodaření v oblasti jako vyhovující, což zpochybňuje i řada lesníků.
Na nevhodný způsob hospodaření, který je devastující pro zdejší cenná společenstva a má neblahý vliv nejen na biologickou rozmanitost oblasti, ale také na její rekreační funkci, upozorňují odborníci i někteří lesníci již řadu let. I přes to že jde o jednu z biologicky nejcennějších oblastí střední Evropy, která je navíc na seznamu světového dědictví UNESCO a disponuje označením evropsky významná lokalita, postrádá moravská Amazonie jakoukoli formu legislativní ochrany, což umožňuje státnímu podniku Lesy ČR nadále provádět nešetrnou plošnou těžbu, která ničí tradiční ráz této krajiny. Plošné kácení neumožňuje vznik světlého lesa tvořeného velkými starými duby s rozložitou korunou, které jsou zásadní pro přežití řady zdejších vzácných druhů a také pro celkové udržení rázu oblasti. Nesouhlas s ničením těchto porostů lužního lesa je slyšet nejen z řad biologů a ochránců přírody, ale také od širší veřejnosti. Státní orgány však obvykle neprojevily snahu o věci jednat.
V roce 2020 vznikla z iniciativy občanů z Lanžhota, Břeclavi a okolí v čele s Anežkou Bartošovou petice za zastavení nevhodného hospodaření Lesů ČR a prosazení příslušné formy ochrany, která umožní zachování biologického a společenského významu moravské Amazonie, adresovaná předsedovi vlády Andreji Babišovi, ministru zemědělství Miroslavu Tomanovi, generálnímu řediteli státního podniku Lesy České republiky Josefu Vojáčkovi, Krajskému úřadu Jihomoravského kraje, České inspekci životního prostředí a řediteli Agentury ochrany přírody a krajiny České republiky Františku Pelcovi. Petici dosud podpořilo přes 7 000 lidí a snaha zachránit toto území byla podpořena také z řad odborné veřejnosti.
Ve stejném roce zveřejnili zástupci osmi odborných společností, jmenovitě České společnosti botanické, České limnologické společnosti, České společnosti arachnologické, České společnosti entomologické, České společnosti pro ekologii, České společnosti ornitologické, České společnosti pro ochranu netopýrů a České společnosti pro ochranu motýlů, společné prohlášení k této problematice, v němž uvedli vědecké důvody pro akutní potřebu intenzivní ochrany moravské Amazonie a vyzvali zástupce státu a Lesů ČR k diskuzi a společnému jednání. Odborníci nepožadují učinit z moravské Amazonie bezzásahovou zónu, ekonomická funkce lesů by však v takto cenné oblasti měla stát až za funkcí biologickou i za funkcí rekreační, což je uvedeno i v oficiálních pramenech Lesů ČR. Lesní hospodaření v oblasti je známo již z dob Lichtensteinů, tehdejší hospodaření však nebylo v rozporu se zachováním biodiverzity; zásadní problém současného hospodaření je vysazování hustých porostů a plošné kácení lesů, kdy stromům není umožněno dorůst požadovaného stáří a velikosti. Právě staré exempláře dubů na sebe vážou ohromné množství biodiverzity, staré stromy však odcházejí a nejsou nové, které by je nahradily. Ještě na leteckých snímcích ze 30. let 20. století lze vidět na většině území moravské Amazonie vedle vodních ploch také luční porosty s roztroušenými starými duby a světlé lesy – v současnosti je na většině lesní plochy hustý souvislý porost.
Státní orgány včetně Lesů ČR se po zveřejnění zmíněného otevřeného dopisu odborníků opět k problematice nechtěly vyjadřovat, v listopadu 2020 bylo však oznámeno, že se Lesy ČR a AOPK ČR domluvili na společném postupu při péči o lužní lesy a louky moravské Amazonie, který bude respektovat mimořádnou biologickou hodnotu oblasti. S připravovaným nástupem nové vlády na konci roku 2021 se v koaliční smlouvě objevil plán vyhlásit území jako národní park.